# Фудбалска репрезентација Белиза
Фудбалска репрезентација Белиза (шп. Belize national football team) национали је фудбалски тим који представља Белиз на међународним такмичењима; под управом је фудбалског савеза Белиза (FFB), владајућег тела за фудбал у Белизу. члан Централноамеричке фудбалске савеза КОНКАКАФа.
Иако се Белизе никада није пласирао на турнир Светског првенства у фудбалу, једном се квалификовао за шампионат златног купа КОНКАКАФа 2013. године, на којем је елиминисан у групној фази. Белизе се такође такмичио у подрегионалном првенству Централноамеричког купа у којем је њихов најбољи резултат био четврто место у 2013. Надимак за играче репрезентације је "Јагуари".

## Историја

### Преглед
Под именом Британски Хондурас, док је био под британском колонијалном влашћу, прва међународна утакмица у земљи одржана је 19. фебруара 1928. године, тада је репрезентација сдашњег Белиза победила репрезентацију Хондураса са 1-0. Након стицања независности, прва утакмица Белизеа одиграна је 8. децембра 1983. и тада је Белиз изгубио са 2:0 против Канаде у Белизу. Иако је Белизе стекао независност од Уједињеног Краљевства 1981. године (и многе садашње колоније у Великој Британији имају међународне тимове), Белизе је почео да редовно игра међународни фудбал тек 1995. године. Дебитовао је на Купу нација УНКАФ 1995. и елиминисан је у првом колу након пораза од Ел Салвадора и Костарике.
Белизе се никада није пласирао на Светско првенство, али је завршио четврти на Копа Центроамерикана 2013. Њихов четврти пласман на Копа Центроамерикана 2013. дао је Белизеу прве квалификације за велико међународно такмичење, а то је био КОНКАКАФ златни куп 2013. године.

### Учешће на Златном купу
| Учешћа         | Учешћа               | Учешћа               | Учешћа               | Учешћа               | Учешћа               | Учешћа               | Учешћа               | Учешћа               |
| Година         | Коло                 | Позиција             | Ута                  | П                    | Н                    | И                    | ГД                   | ГП                   |
| -------------- | -------------------- | -------------------- | -------------------- | -------------------- | -------------------- | -------------------- | -------------------- | -------------------- |
| 1991. до 1993. | Није постојао        | Није постојао        | Није постојао        | Није постојао        | Није постојао        | Није постојао        | Није постојао        | Није постојао        |
| 1996. до 2002. | Није се квалификовао | Није се квалификовао | Није се квалификовао | Није се квалификовао | Није се квалификовао | Није се квалификовао | Није се квалификовао | Није се квалификовао |
| 2003.          | Није учествовао      | Није учествовао      | Није учествовао      | Није учествовао      | Није учествовао      | Није учествовао      | Није учествовао      | Није учествовао      |
| 2005. to 2011. | Није се квалификовао | Није се квалификовао | Није се квалификовао | Није се квалификовао | Није се квалификовао | Није се квалификовао | Није се квалификовао | Није се квалификовао |
| 2013.          | Групна фаза          | 12.                  | 3                    | 0                    | 0                    | 3                    | 1                    | 11                   |
| 2015.          | Није се квалификовао | Није се квалификовао | Није се квалификовао | Није се квалификовао | Није се квалификовао | Није се квалификовао | Није се квалификовао | Није се квалификовао |
| 2017.          | Није се квалификовао | Није се квалификовао | Није се квалификовао | Није се квалификовао | Није се квалификовао | Није се квалификовао | Није се квалификовао | Није се квалификовао |
| 2019.          | Није се квалификовао | Није се квалификовао | Није се квалификовао | Није се квалификовао | Није се квалификовао | Није се квалификовао | Није се квалификовао | Није се квалификовао |
| 2021.          | Није се квалификовао | Није се квалификовао | Није се квалификовао | Није се квалификовао | Није се квалификовао | Није се квалификовао | Није се квалификовао | Није се квалификовао |
| Укупно         | Групна фаза          | 1/16                 | 3                    | 0                    | 0                    | 3                    | 1                    | 11                   |